# Чёрновское (Свердловская область)
Чёрновское — село в Свердловской области России, входит в Ирбитское муниципальное образование.

## Географическое положение
Село Черновское муниципального образования «Ирбитское муниципальное образование» расположено в 20 километрах (по автотрассе в 22 километрах) к востоку-юго-востоку от города Ирбит, на левом берегу реки Кирга (правый приток реки Ница), ниже устья правого притока реки Шавушка. Через село проходит автодорога Ирбит — Байкалово. Местность — низменная, болотистая, почва — чернозёмная и глинистая.

## История села
В XIX-начале XX века сельчане главным образом занимались земледелием и отчасти скотоводством. Во время Ирбитской ярмарки некоторые крестьяне занимались извозом, а также уходили в услужение к купцам.

## Успенская церковь
Каменная часовня была перестроена в 1888 году в каменную, трёхпрестольную церковь, главный храм которой был освящён в честь Успения Пресвятой Богородицы в 1888 году, придел был освящён в честь равноапостолов Константина и Елены в 1891 году, придел во имя великомученика Димитрия Солунского не был освящен. Церковь была закрыта в 1930 году, а в советское время была снесена.

## Население
| 2002 | 2010 | 2021 |
| ---- | ---- | ---- |
| 820  | ↘791 | ↘714 |